# Franco Pisano
Pour les articles homonymes, voir Pisano.
Franco Pisano, né le 10 décembre 1922 à Cagliari (Sardaigne) et mort le 6 janvier 1977 à Rome (Latium), est un compositeur, arrangeur musical et chef d'orchestre italien.

## Biographie
Né à Cagliari, en Sardaigne, frère aîné du compositeur Berto Pisano, il étudie le violon, la guitare classique et le piano au Conservatoire de Cagliari. Il commence sa carrière de musicien avec son frère dans le groupe de jazz Asternovas. Plus tard, il se consacre à la composition de chansons pop et de musiques de films et de programmes télévisés. Il meurt d'un cancer du foie à l'âge de 54 ans.

## Filmographie non exhaustive
- 1961 : Rocco e le sorelle de Giorgio Simonelli
- 1962 : Deux contre tous (Due contro tutti) d'Alberto De Martino et Antonio Momplet
- 1963 : Divorce à la sicilienne (it) (Divorzio alla siciliana) d'Enzo Di Gianni
- 1964 : Le conseguenze de Sergio Capogna
- 1965 : La Violence du désir (Scandali nudi) d'Enzo Di Gianni
- 1965 : Quatre Hommes à abattre (I quattro inesorabili) de Primo Zeglio
- 1966 : Opération contre-espionnage (Asso di picche operazione controspionaggio) de Nick Nostro
- 1966 : Trois Nuits de violence (Tre notti violente) de Nick Nostro
- 1966 : Superargo contre Diabolikus (Superargo contro Diabolikus)
- 1967 : Django le Taciturne (Bill il taciturno) de Massimo Pupillo
- 1967 : Quando dico che ti amo (it)
- 1967 : Arrriva Dorellik de Steno
- 1967 : Œil pour œil, dent pour dent (Occhio per occhio, dente per dente) de Miguel Iglesias
- 1968 : Goldface (it) (Goldface - Il fantastico superman) de Bitto Albertini
- 1968 : Il cenerentolo (téléfilm)
- 1970 : Signore e signora (série télévisée)
- 1970 : Juste un gigolo (Basta guardarla) de Luciano Salce
- 1974 : Brigitte, Laura, Ursula, Monica, Raquel, Litz, Maria, Florinda, Barbara, Claudia e Sofia, le chiamo tutte "anima mia" de Mauro Ivaldi
- 1977 : Lâche-moi les jarretelles (La vergine, il toro e il capricorno) de Luciano Martino